# Atjong Tio Purwanto
Atjong Tio Purwanto (* 17. Oktober 1991) ist ein indonesischer Leichtathlet, der sich auf den Hindernislauf spezialisiert hat.

## Sportliche Laufbahn
Erste internationale Erfahrungen sammelte Atjong Tio Purwanto im Jahr 2015, als er bei den Südostasienspielen in Singapur in 9:06,41 min die Bronzemedaille hinter dem Philippiner Christopher Ulboc Jr. und Phạm Tiến Sản aus Vietnam gewann. Anschließend erreichte er bei den Militärweltspielen im südkoreanischen Mungyeong in 9:09,45 min Rang zwölf. Zwei Jahre später siegte er bei den Südostasienspielen in Kuala Lumpur in 9:03,94 min und 2018 wurde er bei den Asienspielen in Jakarta mit neuem Landesrekord von 8:54,32 min Elfter. 2019 gelangte er bei den Militärweltspielen in Wuhan nach 9:03,65 min auf Rang 14 und gewann anschließend bei den Südostasienspielen in Capas in 9:10,02 min die Bronzemedaille hinter den Vietnamesen Đỗ Quốc Luật und Nguyễn Trung Cường. 2022 siegte er in 9:02,84 min erneut bei den Südostasienspielen in Hanoi und im Jahr darauf wurde er bei den Südostasienspielen in Phnom Penh in 8:55,49 min Vierter.

## Persönliche Bestleistungen
- 3000 m Hindernis: 8:54,32 min, 27. August 2018 in Jakarta (indonesischer Rekord)